# معركة كاشغر (1934)
معركة كاشغر الثانية هي معركة حدثت في 1934 بين المسلمين الأويغور بقيادة حزب كاشغر الشاب ضد الكتيبة 36 من الجيش الصيني خلال سلسلة حروب تركستان الشرقية الباحثة عن استقلال تركستان الشرقية عن الصين. كان المسلمون الأويغور والقيرغيز تحت قيادة الأمير عبد الله بوغرا بعد الهزيمة في معركة كاشغر الأولى في 1933 ومقتل تيمور بيك. حيث قام جيش عبد الله بوغرا بأربع هجمات منفصلة على مدى ستة أيام على مجموعة هوي وهان الصينية بقيادة الجنرال الصيني ما زانكانغ، وقاموا بحصارهم داخل كاشغر. وانضمت قوات خوجا نياز للمسلمين الأويغور، ولكن استطاعت القوات الموالية للحكومة الصينية صد الهجمات.
وأُرسلت تعزيزات للقوات الصينية، فتم إرسال الكتيبة 36 من الجيش الصيني بقيادة ما فويوان، والتي استطاعت اقتحام كاشغر، ومهاجمة المسلمين اليوغور والقيرغيز. كما استطاعت فك الحصار عن قوات ما زانكانغ المحاصرة، ثم هاجموا قوات المسلمين المتبقية. وتشير التقديرات إلى أن القوات الصينية قامت بقتل من 2000 إلى 8000  مسلم أويغوري مدني في هذا الهجوم. وفي أبريل 1934 وبعد سيطرة القوات الصينية على كاشغر ألقى ما زانكانغ خطبة الانتصار على المسلمين الأويغور في مسجد عيد غا، داعيًا المسلمين الأويغور أن يكون ولاءهم لحكومة جمهورية الصين الشعبية في نانجينغ.